# 伊駒百合繪
伊駒百合繪（日语：／ Igoma Yurie，1999年2月24日—）是日本的女性聲優，東京都出身。81 Produce所屬。

## 經歷
2021年10月，加入81 Produce。
2022年12月，漫畫改編動畫《【我推的孩子】》公佈主要角色聲優陣容，其中主角之一露比的聲優是伊駒百合繪，是她第一部被選為主角的作品。

## 演出作品
※粗體字為主要角色。

### 電視動畫
2022年
- 決鬥大師 KINGMAX（學生B[1]）
- 式守同學不只可愛而已（購物客[1]）
- 百萬噸級武藏（操作員[1]）

2023年
- 【我推的孩子】（露比[3]）
- 帶著智慧型手機闖蕩異世界。2（思菈絲）
- 我家的英雄（朋友B[4]）
- MIX 第二季 ～第二個夏天，邁向晴空～（女子D）
- 超超超超超喜歡你的100個女朋友（參加者B）

2024年
- 婚戒物語（少女）
- 非自願的不死冒險者（小孩）
- 單人房、日照一般、附天使。（客A）
- 為美好的世界獻上祝福！3（女僕）
- 搖曳露營△ SEASON3（料理研究部）
- 【我推的孩子】 第2期（露比[5]）
- 亦葉亦花（鷹之咲高中啦啦隊部、櫻城女學院新體操部、海灘芭蕾女子[6]）
- 再見龍生，你好人生（科爾卡、小孩2）
- 機械臂（福爾泰[7]）
- 丸少爺（[8]、[9]）

2025年
- 雖然是公會的櫃檯小姐，但因為不想加班所以打算獨自討伐迷宮頭目（櫃台小姐）
- Twins Hina Hima（陽奈奈[10]）
- 渡同學的××瀕臨崩壞（石原紫[11]）
- Silent Witch 沉默魔女的祕密（女學生）

### 劇場動畫
2024年
- 賽馬娘 Pretty Derby 新時代之門（志麻[12]）

### 遊戲
2023年
- 怪物彈珠（[13]）
- 偶像大師 閃耀色彩（露比[14])

2024年
- 神魔之塔（真相演算·福爾摩斯）
- 聖女不死心 ～不受歡迎形單影隻的死靈法師轉生成為聖女，努力結交新的朋友～（皮娜·克魯茲[15]）

### 廣播
2023年
- A&G NEXT STEP HOOOOPE![16]（2023年—，超！A&G+）
- 【我推的孩子】的[17]（2023年、YouTube）

### 廣播劇
2022年
- （同事[18]）

2023年
- 公主的信！來自偶像們 （學生、工作人員[19]）

## 外部連結
- 伊駒ゆりえ的X（前Twitter）（日語）